# Eggert
Egert (em hebraico: אגרט) é um sobrenome asquenazim de origem germânica e segundo alguns estudiosos, inglesa. É proveniente da palavra “edge”. Este sobrenome é comum entre famílias judias alemãs da região da Bavária e de países da Europa Oriental. Há notórias ramificações da família como Eggert, Egerton, Edgerton e Egger. 
É comum a sua utilização como nome próprio na região dos Bálcãs e em países nórdicos como Islândia. 

## Nome e Sobrenome
- Eggert Ólafsson, explorador, escritor e conservador da língua islandesa.
- František Egert, empresário, ativista, agricultor e sobrevivente do holocausto